# بدترکیب (ترانه بریتنی اسپیرز)
«بدترکیب» (به انگلیسی: Clumsy) ترانه‌ای از بریتنی اسپیرز است. این ترانه در آلبوم افتخار قرار داشت.